# Parbattia
Parbattia is een geslacht van vlinders van de familie grasmotten (Crambidae), uit de onderfamilie Pyraustinae.

## Soorten
- P. aethiopicalis Hampson, 1913
- P. arisana Munroe & Mutuura, 1971
- P. latifascialis South, 1901
- P. serrata Munroe & Mutuura, 1971
- P. vialis Moore, 1888